# Does Humor Belong in Music?
Does Humor Belong in Music? uživo je album američkog glazbenika Frank Zappe, koji izlazi u siječnju 1986.g. Album sadrži koncertne snimke iz listopada i prosinca 1984. Ovo je prvi Zappin album koji izlazi na CD-u.

## Popis pjesama
Sve pjesme napisao je Frank Zappa, osim koje su drugačije naznačene.
1. "Zoot Allures" – 5:26
2. "Tinsel-Town Rebellion" – 4:44
3. "Trouble Every Day" – 5:31
4. "Penguin in Bondage" – 6:45
5. "Hot-Plate Heaven at the Green Hotel" – 6:43
6. "What's New in Baltimore" – 4:48
7. "Cock-Suckers' Ball" (traditional, arr. Frank Zappa) – 1:05
8. "WPLJ" (Ray Dobard) – 1:31
9. "Let's Move to Cleveland" – 16:44
10. "Whipping Post" (Gregg Allman) – 8:23

## Izvođači
- Frank Zappa – prva gitara, vokal
- Ray White – ritam gitara, vokal
- Ike Willis – ritam gitara, vokal
- Bobby Martin – klavijature, saksofon, vokal, Rog
- Alan Zavod – klavijature
- Scott Thunes –  bas-gitara
- Chad Wackerman – bubnjevi
- Dweezil Zappa – prva gitara u skladbi "Whipping Post"